# La Covil (Campelles)
La Covil és una muntanya de 2.003 metres que es troba entre els municipis de Campelles, Gombrèn i de Planoles, a la comarca catalana del Ripollès.
Forma part de la Serra de Montgrony.